# Anne Kremerová
Anne Kremerová (* 17. října 1975 Lucemburk) je bývalá lucemburská tenistka. Její profesionální kariéra trvala od roku 1998 do roku 2014.
Vyhrála dva turnaje WTA Tour ve dvouhře (WTA Auckland Open 1999 a Thailand Open 2000) a na okruhu ITF pět turnajů ve dvouhře a jeden turnaj ve čtyřhře. Hrála třetí kolo ve Wimbledonu 1999 a na French Open 2002. Její nejlepší pozice na světovém žebříčku bylo 18. místo v červenci 2002. V Poháru federace vyhrála 61 zápasů a prohrála 57. Startovala na třech olympiádách (1996, 2000 a 2004) a na LOH 1996 byla vlajkonoškou lucemburské výpravy. V letech 1993, 1998 a 1999 byla zvolena lucemburskou sportovkyní roku.

## Soukromý život
Během své tenisové kariéry vystudovala historii na soukromé Stanfordově univerzitě v Kalifornii. Věnuje se také politice, v roce 2009 neúspěšně kandidovala do lucemburského parlamentu za Demokratickou stranu.
Profesionálním tenistou byl také její mladší bratr Gilles Kremer (* 15. července 1981), který ukončil kariéru v roce 2016. .